# Conjoint de fait
Conjoint de fait est un État civil reconnu au Canada. Il s'agit de l'union de commun accord entre deux personnes qui forment un couple non marié et qui vivent ensemble depuis au moins 12 mois sans interruption. Les conséquences légales du statut de conjoint de fait, et non le statut lui-même, a fait couler beaucoup d'encre particulièrement au Québec, principalement autour du cas de «Eric c. Lola».   
En droit canadien, les provinces à majorité anglophone reconnaissent des droits aux conjoints de fait qui font vie commune pendant un certain nombre d'années, tandis que le Québec reconnaît de tels droits aux couples en union parentale seulement. 